# Воронежская областная дума

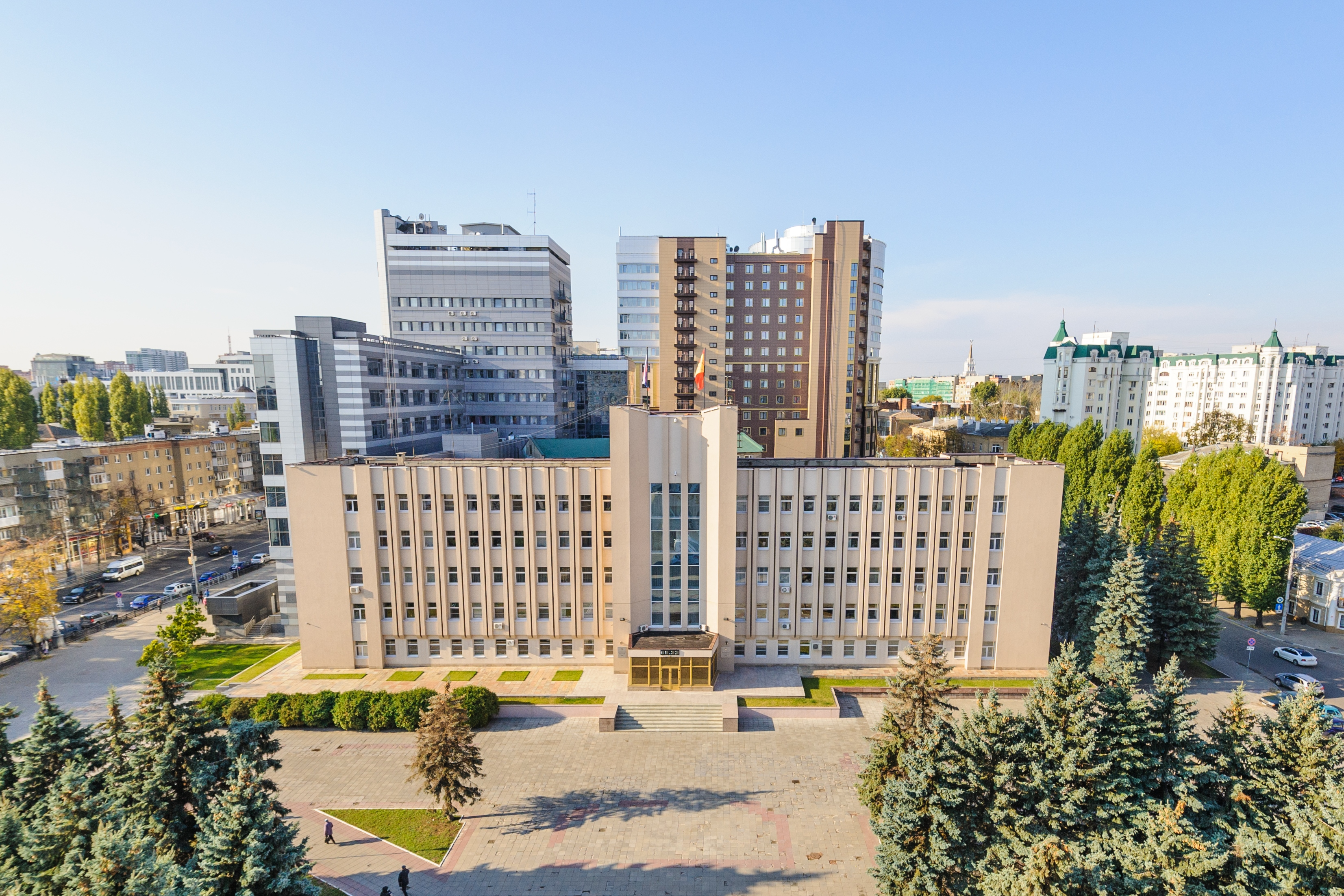
Здание Воронежской областной Думы

Воронежская областная Дума — постоянно действующий высший и единственный законодательный (представительный) орган государственной власти Воронежской области. Воронежская областная Дума состоит из 56 депутатов, избираемых жителями области по смешанной пропорционально-мажоритарной системе. Половина состава Думы (28 депутатов) избирается по партийным спискам (единому избирательному округу), а другая половина (28 депутатов) — по одномандатным избирательным округам. Воронежская областная Дума избирается сроком на пять лет.
Действует на основании Устава Воронежской области.
Областная Дума обладает правами юридического лица, имеет гербовую печать.
В единый день голосования 14 сентября 2025 года  состоятся очередные выборы 56 депутатов нового созыва.

## Общие сведения
Сессии — с 15 января по 15 июля и с 1 сентября по 30 декабря. Областная Дума собирается на своё первое заседание не позднее чем на 20-й день после опубликования итогов выборов.

### Депутаты
Депутаты ведут приём избирателей, рассматривают их обращения, способствуют в пределах своих полномочий своевременному решению содержащихся в них вопросов, при необходимости вносят соответствующие предложения в органы гос власти, органы местного самоуправления, коммерческие и некоммерческие организации.
Все депутаты Воронежской областной Думы имеют равные права на исполнение своих депутатских полномочий как на профессиональной постоянной основе, так и без отрыва от основной производственной или служебной деятельности. Число депутатов, работающих на профессиональной постоянной основе, не может быть более 1/3 от общего числа депутатов Думы. Депутаты, осуществляющие свою деятельность на профессиональной постоянной основе, не могут заниматься другой оплачиваемой деятельностью, кроме преподавательской, научной и иной творческой деятельности предусмотренной федеральным законом.

## Основные полномочия
- Принятие областных законов, в том числе устава Воронежской области и поправок к нему
- Толкование законов Воронежской области, принятие постановлений и иных правовых актов региона
- Утверждение бюджета области и отчета о его исполнении
- Утверждение программ социально-экономического развития области
- Установление областных налогов, сборов и платежей, а также утверждение порядка их взимания
- Установление системы исполнительных органов государственной власти Воронежской области
- Избрание представителя от областной Думы в Совет Федерации Федерального Собрания Российской Федерации
- Заслушивание ежегодного послания губернатора Воронежской области о социально-экономическом положении в области и об основных направлениях деятельности губернатора и исполнительных органов власти на предстоящий год
- Выражение недоверия губернатору Воронежской области в порядке, предусмотренном федеральным законодательством, а также выражение недоверия заместителям губернатора
- Согласование назначения на должности заместителей губернатора Воронежской области
- Установление санкций за нарушение законодательных и иных нормативных правовых актов органов государственной власти области по вопросам
- Формирование Контрольно-счётной палаты Воронежской области для осуществления контроля за исполнением областного бюджета
- Подготовка и представление в Государственную Думу в тридцатидневный срок отзывов на проекты федеральных законов по предметам совместного ведения

Кроме того, областная Дума (как и любой другой региональный парламент) может вносить предложения о поправках и пересмотре положений Конституции РФ. Поправки к главам 3 — 8 Конституции РФ вступают в силу после их одобрения органами законодательной власти не менее чем двух третей регионов России.
Рассмотрение проекта закона Воронежской области осуществляется в двух чтениях.
Официальным опубликованием законов Воронежской области и постановлений Воронежской областной Думы считается первая публикация их полного текста в «Собрании законодательства Воронежской области», газете «Воронежский курьер».

## Созывы
I. 1994—1997 годы
II. 1997—2001 годы
III. 2001—2005 годы
IV. 2005—2010 годы
V. 2010—2015 годы
VI. 2015—2020 годы
VII. 2020 год — н. в.

## Текущий состав
| Фракция             | Руководитель                | Кол-во депутатов | Процент от общего числа депутатов % |
| ------------------- | --------------------------- | ---------------- | ----------------------------------- |
| Единая Россия       | Ипполитова Людмила Ивановна | 48               | 87,3 %                              |
| КПРФ                | Рогатнев Андрей Иванович    | 4                | 7,3 %                               |
| ЛДПР                | Большов Павел Павлович      | 2                | 3,6 %                               |
| Справедливая Россия | Орюпин Евгений Викторович   | 1                | 1,8 %                               |

### Руководство
- Нетёсов, Владимир Иванович (Единая Россия) — председатель (спикер) областной Думы,
- Рудаков, Сергей Иванович (КПРФ) — заместитель председателя областной Думы,
- Колосков Николай Васильевич (Единая Россия) - заместитель председателя областной Думы [1]
- Солодов Александр Михайлович (Единая Россия) - заместитель председателя областной Думы

## Комитеты областной Думы
1. Комитет по государственной политике, законодательству, правам человека и Регламенту
2. Комитет по бюджетной политике, налогам и финансам
3. Комитет по промышленности, инновациям и цифровому развитию
4. Комитет по аграрной политике
5. Комитет по жилищно-коммунальному хозяйству, энергетике и тарифам
6. Комитет по строительной политике
7. Комитет по экологии и природопользованию
8. Комитет по предпринимательству и туризму
9. Комитет по местному самоуправлению, связям с общественностью и средствам массовых коммуникаций
10. Комитет по труду и социальной защите населения
11. Комитет по охране здоровья
12. Комитет по образованию, науке и молодёжной политике
13. Комитет по имущественным и земельным отношениям
14. Комитет по транспорту, дорожному хозяйству и безопасности
15. Комитет спорту, культуре и историческому настедию[2]

## Представитель в Совете Федерации

### C 2000 года
- Фетисов, Глеб Геннадьевич (2001—2009)
- Ерёменко, Константин Викторович (май 2009 — март 2010)
- Ольшанский, Николай Михайлович (январь 2011 — март 2013)
- Лукин, Сергей Николаевич (с 12 апреля 2013 — полномочия истекают в сентябре 2025)

## Список спикеров
- Шабанов, Иван Михайлович (апрель 1994 — март 1997)
- Голиусов, Анатолий Семенович (апрель 1997 — март 2001)
- Наквасин, Алексей Михайлович (апрель 2001 — март 2005)
- Титов, Юрий Тимофеевич (март 2005 — июнь 2005)
- Ключников, Владимир Иванович (сентябрь 2005 — сентябрь 2015)
- Нетёсов, Владимир Иванович (с 25 сентября 2015)

## Знаки депутата
Депутат областной Думы имеет депутатское удостоверение, являющееся документом, подтверждающим его полномочия, и нагрудный знак. Удостоверение депутата облдумы даёт право беспрепятственно посещать органы государственной власти Воронежской области, органы местного самоуправления, присутствовать на заседаниях их коллегиальных органов, а также посещать организации, полностью или частично финансируемые за счёт средств бюджета области, либо имеющие льготы по уплате налогов и обязательных платежей, либо имеющие в качестве учредителей органы государственной власти области.)